# Juan de Rojas y Ausa
Juan de Rojas y Ausa (Buenache de Alarcón, Conca, 1620 o 1622 - San Pedro de Metapa, Nicaragua, 25 de novembre de 1685) fou un frare mercedari, autor d'obres espirituals i místiques, com també d'emblemàtiques.

## Biografia
Va néixer a Buenache de Alarcón, fill de Domingo de Alvarado de Rojas i de Josefa Auza (o Ausa). Va seguir vida religiosa i ingressà a l'Orde de la Mercè a Conca, per a professar després a Toledo. Hi va estudiar filosofia i teologia, acabant la carrera a la Universitat de Salamanca en 1641 o 1643; fou ordenat sacerdot en 1644.
De 1644 a 1645 és lector al col·legi mercedari de la Vera Cruz de Salamanca. Ensenyà filosofia a Toledo i Valladolid fins al 1654 i torna a Salamanca, on és lector de la universitat entre 1654 i 1655. Marxa a Guadalajara, on serà mestre d'estudiants, deixant la carrera docent i dedicant-se a activitats de govern de l'orde. És comanador d'alguns convents i predica i promou el moviment espiritual de l'Escola de Crist.
En 1657, és prior del convent de Conca. En 1665 es «presentado» en teologia, «Cátedra de Justicia» i «Comendador» del convent de Segòvia. En aquesta ciutat, fundà una Escola de Crist i imprimeix els seus sermons. En 1670, consta que ja ha estat comanador «de los Conventos de Cuenca, Segovia y Madrid». A Madrid publica Relox con despertador (1668), la seva obra més coneguda, Representaciones de la verdad vestida, místicas, morales, y alegóricas sobre las siete moradas de Santa Teresa de Jesús (1670) i Compás de perfectos (1681). Fou gran admirador del bisbe Juan de Palafox y Mendoza, que també formava part de l'Escola de Crist i, com Rojas, era un estudiós de Teresa de Jesús.
El juny de 1682, el Consell d'Índies el proposa al rei com a nou bisbe de León i és elegit. En 1683 embarca a Sevilla rumb a Amèrica i és consagrat bisbe a la catedral de León. Poc després, en novembre de 1685, morí de sobte a San Pedro de Metapa, mentre hi feia una visita pastoral i fugint dels pirates anglesos que havien atacat la regió i que acabaren arrasant la diòcesi.
Fou sebollit a la catedral de León.

## Obres
Conrea l'oratòria sagrada, la catequesi, l'hagiografia, poesies ascètico-místiques, tractats d'educació política i obres d'emblemes. Juan de Rojas comença a escriure i publicar quan ja és gran, a Madrid.
- Oración evangélica, y discursos panegíricos, en la solemne fiesta de María Santíssima, día de la piadosa Visitación a su prima Santa Isabel (Madrid: Diego Díaz de la Carrera, 1665).
- Relox con despertador, mostrador christiano de avisos, y desengaños (en lo que más importa) para el alma (Madrid: Julián de Paredes, 1668), obra asceticomística, no se'n conserva cap exemplar de les dues primeres edicions; fou molt lloada en el seu temps.
- La verdad vestida: laberintos de mundo, carne, y demonio, por donde anda el hombre perdido por el pecado, hasta que le saca la penitencia: caminos opuestos que le enseñan las virtudes, por quien deve caminar, si no quiere bolverse a perder (Madrid: viuda de Iuan de Valdés, 1670), obra mística que narra el viatge alegòric de l'ànima pels laberints del món, la carn i el dimoni.
- El hombre exterior comulgando, sermó publicat en el recull Oratoria sagrada complutense (Alcalá: Francisco García, 1671).
- Catecismo real y alfabeto coronado, historial, político y moral: para leer dichos, y hechos de reyes, y aprender escarmientos y virtudes en todas edades, obra política d'"educació de prínceps" (Madrid: Andrés García, 1672).
- El candelero del templo, sombra con luzes de la vida ecstática, obras, y virtudes heroicas, del Venerable Padre Presentado Fr. Iuan Falconi, Siervo de Dios, del Real Orden de N. S. de la Merced, Redempción de Cautivos (Madrid: Andrés García de la Iglesia, 1674), obra hagiogràfica sobre la vida del frare mercedari Juan Falconi.
- Cadena de exemplos y milagros, créditos de Nuestra Santa Fe Católica: labrada, y esmaltada con una explicación de la doctrina christiana, y declaración de los misterios sobrenaturales, sacramentos divinos, laudables costumbres, y venerables ceremonias de la Iglesia, obra catequètica que explica la doctrina cristiana (Madrid: Roque Rico de Miranda, 1674-1676).
- Sermón Dézimo: para la Dominica Tercera de Quaresma: el demonio mudo, sermó publicat al recull Quaresma complutense (Alcalá: Francisco García Fernández, 1677).
- Representaciones de la verdad vestida, místicas, morales, y alegóricas, sobre las Siete moradas de Santa Teresa de Iesús, reformadora del Carmen y maestra de la primitiva observancia: careadas con la Noche obscura del B. P. S. Iuan de la Cruz, primer carmelita descalzo, manifestando la consonancia, que estas dos celestiales plumas guardaron al enseñar a las almas el camino del Cielo: ilustradas con versos sacros, varios geroglíficos, emblemas, y empresas, estampadas para mayor inteligencia de la doctrina de la Seráfica Doctora (Madrid: Antonio González de Reyes, 1677 i 1679), obra mística que, mitjançant emblemes, segueix el camí de les Siete moradas de Teresa de Jesús, reivindicant-ne la figura, i comparant-la amb els poemes de Sant Joan de la Creu. En prosa, té abundants poemes propis, alguns de notable qualitat.
- Compás de perfectos, Christo crucificado: medida para compassarse, y medirse (en todos estados) como para salvarse conviene (Madrid: Atanasio Abad, 1681 i 1683), obra asceticomística que mostra el camí de la perfecció cristiana.
- La torre de David, con el Relox de la muerte (Madrid, 1683)